# Tournoi de Mar del Plata
Le tournoi de Mar del Plata est un tournoi d'échecs organisé en Argentine depuis 1928. Il consistait en un tournoi international fermé de 1928 à 2001, et d'un tournoi open, depuis 1960. Le tournoi open est appelé open international Marcel Duchamp depuis 2013.

## Tournoi international sur invitation

### Histoire du tournoi
Miguel Najdorf a remporté onze fois le tournoi (seul ou ex æquo) et finit cinq fois deuxième.
De 1941 à 1971 le tournoi international fermé jouissait d'une excellente réputation et attira des champions étrangers tels que :
- Erich Eliskases (Autriche, vainqueur en 1948 et 1951) ;
- Gideon Stahlberg (Suède, vainqueur en 1941, six fois deuxième du tournoi) ;
- Herman Pilnik (Allemagne, covainqueur en 1944) ;
- Max Euwe (Pays-Bas, cinquième ex æquo en 1947) ;
- Svetozar Gligoric (Yougoslavie, vainqueur en 1950 et 1953) ;
- Paul Keres (Estonie, URSS, vainqueur en 1957) ;
- Bent Larsen (Danemark, vainqueur en 1958) ;
- Luděk Pachman (Tchécoslovaquie, covainqueur en 1959)
- Bobby Fischer (États-Unis, troisième-quatrième en 1959 et covainqueur en 1960) ;
- Boris Spassky (URSS, covainqueur en 1960) ;
- David Bronstein (URSS, troisième en 1960) ;
- Friðrik Ólafsson (Islande, quatrième en 1960) ;
- Lev Polougaïevski (URSS, vainqueur en 1962 et 1971, troisième ex æquo en 1982) ;
- Leonid Stein (URSS, deuxième en 1965 et 1966) ;
- Vassily Smyslov (URSS, vainqueur en 1966) ;
- Samuel Reshevsky (États-Unis, quatrième en 1966) ;

Après 1971, de 1976 à 2001 seuls six tournois fermés furent organisés. Le tournoi de 1982 était organisé par le journal Clarín et accueillit les meilleurs joueurs mondiaux :
- Anatoli Karpov (URSS, troisième à cinquième en 1982).
- Lajos Portisch (Hongrie, deuxième en 1982, également troisième en 1966).
- Jan Timman (Pays-Bas, vainqueur en 1982) ;

Les éditions 1951, 1954, 1969 (tournois internationaux) et 2001 (tournoi open) furent également des tournois zonaux. Il y eut également un tournoi zonal féminin en 1969, remporté par la joueuse brésilienne Ruth Cardoso.

### Multiples vainqueurs des tournois fermés
11 titres
- Miguel Najdorf (six fois de suite de 1942 à 1947, en 1956, 1959, 1961, 1965 et 1969) ;

3 titres
- Julio Bolbochán (covainqueur en 1951 (tournoi zonal), 1952 et 1956) ;

2 titres
- Erich Eliskases (vainqueur en 1948 et 1951 (tournoi zonal)) ;
- Héctor Rossetto (vainqueur en 1949 et 1952) ;
- Svetozar Gligoric (vainqueur en 1950 et 1953) ;
- Óscar Panno (vainqueur en 1954 et covainqueur en 1969 (tournois zonaux) ;

### Variante de Mar del Plata
Le tournoi a donné son nom à la variante Mar del Plata de la défense est-indienne (code ECO E97-E99): 1. d4 Cf6 2. c4 g6 3. Cc3 Fg7 4. e4 d6 5. Cf3 0–0 6. Fe2 e5 7. 0–0 Cc6 8. d5 Ce7, après une partie entre Miguel Najdorf et Svetozar Gligorić en 1953 (la partie fut remportée en 48 coups par Svetozar Gligoric avec les noirs) et une partie entre Erich Eliskases et Gligoric.
La variante avait déjà été jouée par les Soviétiques lors du championnat d'URSS 1952 dans une partie entre Mark Taïmanov et David Bronstein et dans une partie entre Taïmanov et Aronine.

### Palmarès du tournoi fermé (1928 à 2001)
| #  | Année | Vainqueur(s)                       | Deuxième(s)                                                      | Troisième(s)                                     | Notes |
| -- | ----- | ---------------------------------- | ---------------------------------------------------------------- | ------------------------------------------------ | --- |
| 1  | 1928  | Roberto Grau                       |                                                                  |                                                  | Troisième championnat d'Amérique du Sud                                                                   |
| 2  | 1934  | Aaron Schwartzman                  | Robertau Grau                                                    |                                                  | Quatrième championnat d'Amérique du sud                                                                   |
| 3  | 1936  | Isaias Pleci                       | Aaron Schwartman                                                 |                                                  | Sixième tournoi sud-américain                                                                             |
|    |       |                                    |                                                                  |                                                  | |
| 4  | 1941  | Gideon Ståhlberg                   | Miguel Najdorf                                                   | Erich Eliskases                                  | 4e-5e : Ludwig Engels et Paulin Frydman                                                                   |
| 5  | 1942  | Miguel Najdorf                     | Gideon Ståhlberg Herman Pilnik                                   |                                                  | |
| 6  | 1943  | Miguel Najdorf                     | Gideon Ståhlberg                                                 | Paul Michel                                      | |
| 7  | 1944  | Miguel Najdorf Herman Pilnik       |                                                                  | Paul Michel, Carlos Guimard                      | 5e : Gideon Stahlberg                                                                                     |
| 8  | 1945  | Miguel Najdorf                     | Herman Pilnik Gideon Stahlberg                                   |                                                  | |
| 9  | 1946  | Miguel Najdorf                     | Gideon Stahlberg                                                 | Paul Michel                                      | 4e : Carlos Guimard                                                                                       |
| 10 | 1947  | Miguel Najdorf                     | Gideon Stahlberg                                                 | Erich Eliskases                                  | 4e : Herman Pilnik ; 5e-6e : Max Euwe ; Julio Bolbochan                                                   |
| 11 | 1948  | Erich Eliskases                    | Gideon Stahlberg                                                 | Antonio Medina                                   | 4e-5e : Miguel Najdorf ; Hector Rossetto                                                                  |
| 12 | 1949  | Héctor Rossetto                    | Erich Eliskases Carlos Guimard                                   |                                                  | 4e : Moshe Czerniak                                                                                       |
| 13 | 1950  | Svetozar Gligorić                  | Carlos Guimard Hector Rossetto                                   |                                                  | 4e-5e : Vasja Pirc ; Erich Eliskases                                                                      |
| 14 | 1951  | Julio Bolbochán Erich Eliskases    |                                                                  |                                                  | Tournoi zonal                                                                                             |
| 15 | 1952  | Héctor Rossetto Julio Bolbochán    |                                                                  | Miguel Cuéllar Petar Trifunovic                  | |
| 16 | 1953  | Svetozar Gligorić                  | Miguel Najdorf                                                   | Julio Bolbochan                                  | 4e : Petar Trifunovic ; 5e : Miguel Cuéllar Gacharná                                                      |
| 17 | 1954  | Óscar Panno                        | Miguel Najdorf                                                   | Herman Pilnik Carlos Guimard                     | Tournoi zonal 5e : Erich Eliskases                                                                        |
| 18 | 1955  | Borislav Ivkov                     | Miguel Najdorf                                                   | Svetozar Gligoric                                | 4e-5e : Ludek Pachman ; László Szabó                                                                      |
| 19 | 1956  | Julio Bolbochán Miguel Najdorf     |                                                                  | Erich Eliskases Raul Sanguineti                  | |
| 20 | 1957  | Paul Keres                         | Miguel Najdorf                                                   | Oscar Panno Alexandre Kotov                      | 5e : William Lombardy                                                                                     |
| 21 | 1958  | Bent Larsen                        | William Lombardy                                                 | Oscar Panno Erich Eliskases Raul Sanguineti      | |
| 22 | 1959  | Luděk Pachman Miguel Najdorf       |                                                                  | Borislav Ivkov Bobby Fischer                     | |
| 23 | 1960  | Boris Spassky Bobby Fischer        |                                                                  | David Bronstein                                  | 4e : Friðrik Ólafsson                                                                                     |
| 24 | 1961  | Miguel Najdorf                     | Robert Byrne Aleksandar Matanovic Miroslav Filip Hector Rossetto |                                                  | |
| 25 | 1962  | Lev Polougaïevski                  | Vassily Smyslov László Szabó                                     |                                                  | 4e-6e : Donald Byrne, Raul Sanguineti, Miguel Najdorf                                                     |
|    |       |                                    |                                                                  |                                                  | |
| 26 | 1965  | Miguel Najdorf                     | Leonid Stein                                                     | Youri Averbakh                                   | |
| 27 | 1966  | Vassily Smyslov                    | Leonid Stein                                                     | Lajos Portisch                                   | 4e : Samuel Reshevsky                                                                                     |
|    |       |                                    |                                                                  |                                                  | |
| 28 | 1969  | Óscar Panno Miguel Najdorf         |                                                                  | Raimundo Garcia Henrique Mecking                 | Tournoi zonal                                                                                             |
| 29 | 1971  | Lev Polougaïevski                  | Oscar Panno Vladimir Savon                                       |                                                  | 4e : Florin Gheorghiu ; 5e-6e : Miguel Najdorf ; Miguel Quinteros                                         |
| 30 | 1976  | Raúl Sanguinetti Victor Brond      |                                                                  | Raimundo Garcia Jorge Rubinetti                  | |
|    |       |                                    |                                                                  |                                                  | |
| 31 | 1982  | Jan Timman                         | Lajos Portisch                                                   | Yasser Seirawan Anatoli Karpov Lev Polougaïevski | Quatrième tournoi international Clarin (les trois précédents tournois Clarin avaient lieu à Buenos Aires) |
| 32 | 1989  | Marcelo Tempone                    |                                                                  |                                                  | |
| 33 | 1990  | Marino Alejandro Cid               |                                                                  |                                                  | |
|    |       |                                    |                                                                  |                                                  | |
| 34 | 1997  | Fernando Braga                     |                                                                  |                                                  | |
| 35 | 2001  | Juan Facundo Pierrot Ruben Felgaer |                                                                  |                                                  | Tournoi zonal                                                                                             |

## Tournoi open international

### Multiples vainqueurs du tournoi open
4 titres
- Diego Flores (en 2006, 2010, 2011 et 2019)

3 titres
- Miguel Najdorf (en 1967, 1974 et 1979)
- Óscar Panno (en 1986, 1988 et 1994)
- Sergio Slipak (en 1995, 1999 et 2001)

2 victoires
- Lothar Schmid (en 1970 et 1973)
- Jorge Rubinetti (en 1972 et 1985)
- Aldo Seidler (en 1976 et 1978)
- Marcelo Tempone (en 1984 et 1991)
- Roberto Cifuentes (en 1987 et 1990)
- Fabian Fioritao (en 1996 et 2002)
- Salvador Alonso (en 2008 et 2009)
- Sandro Mareco (en 2012 et 2014)
- Leandro Kyrsa (en 2013 et 2016)

### Palmarès du tournoi open
| Édition Année | Édition Année | Vainqueur(s)                           | Notes |
| ------------- | ------------- | -------------------------------------- | --- |
| 1             | 1967          | Miguel Najdorf (9/9)                   | 2e : Victor Brond (6,5) ; 28 joueurs, 9 rondes                                                                |
| 2             | 1969          | René Letelier                          | 2e : Julio Luna                                                                                               |
| 3             | 1970          | Lothar Schmid (7,5/9)                  | 2e-6e : H. Rossetto ; 76 joueurs, 9 rondes ;                                                                  |
| 4             | 1971          | Raúl Ocampo                            | 2e : Pedro Donoso                                                                                             |
| 5             | 1972          | Jorge Rubinetti (8/10)                 | 2e-3e : M. Najdorf et J. Pilnik (7) ; 96 joueurs, 10 rondes                                                   |
| 6             | 1973          | Lothar Schmid (8/9)                    | 2e-5e : R. Garcia, J. Rubinetti ; 110 joueurs, 9 rondes ;                                                     |
| 7             | 1974          | Miguel Najdorf (8/9)                   | 2e : Horacio Garcia ; 184 joueurs, 9 rondes                                                                   |
| 8             | 1975          | Jaime Emma (8/9)                       | 2e : Victor Brond ; 170 joueurs, 9 rondes                                                                     |
| 9             | 1976          | Aldo Seidler                           | 2e : Ricardo Szmetan                                                                                          |
| 10            | 1977          | Ricardo Poleschi                       | 2e : Miguel Bernat                                                                                            |
| 11            | 1978          | Aldo Seidler                           | 2e : Claudio Amado                                                                                            |
| 12            | 1979          | Miguel Najdorf (7,5/9)                 | 2e : Jaime Emma                                                                                               |
| 13            | 1980          | Carlos Lago                            | 2e : Carlos García Palermo                                                                                    |
| 14            | 1983          | Luis Bronstein                         | 2e : Juan Morgado                                                                                             |
| 15            | 1984          | Marcelo Tempone                        | 2e : Miguel Najdorf                                                                                           |
| 16            | 1985          | Jorge Rubinetti                        | 2e : Gerardo Barbero                                                                                          |
| 17            | 1986          | Óscar Panno                            | 2e : Claudio Panzeri                                                                                          |
| 18            | 1987          | Roberto Cifuentes                      | 2e : Guillermo Bianchi ; M. Najdorf finit 10e                                                                 |
| 19            | 1988          | Óscar Panno                            | 2e : Marcelo Tempone ; M. Najdorf finit 9e-17e                                                                |
| 20            | 1989          | Pablo Zarnicki                         | 2e : Roberto Cifuentes                                                                                        |
| 21            | 1990          | Roberto Cifuentes                      | 2e : Marcelo Tempone                                                                                          |
| 22            | 1991          | Marcelo Tempone                        | 2e : Eduardo Vasta                                                                                            |
| 23            | 1992          | Sergio Giardelli                       | 2e : H. Van Riemsdik                                                                                          |
| 24            | 1993          | Bent Larsen Julio Granda               | Victoire partagée                                                                                             |
| 25            | 1994          | Óscar Panno                            | 2e : Henry Hunday ; M. Najdorf finit 7e-15e                                                                   |
| 26            | 1995          | Sergio Slipak                          | 2e : Bent Larsen                                                                                              |
| 27            | 1996          | Fabian Fiorito                         | 2e : Alonso Zapata                                                                                            |
| 28            | 1997          | Fernando Braga                         | 2e : Jorge Szmetan                                                                                            |
| 29            | 1998          | Alfredo Giaccio                        | 2e : Fernando Braga                                                                                           |
| 30            | 1999          | Sergio Slipak                          | 2e : Gilberto Milos                                                                                           |
| 31            | 2000          | Martín Labollita                       | 2e : Marcelo Tempone                                                                                          |
| 32            | 2001          | Sergio Slipak                          | 2e : Andrés Rodríguez                                                                                         |
| 33            | 2002          | Fabián Fiorito                         | 2e : Alejandro Needleman                                                                                      |
| 34            | 2003          | Suat Atalık                            | 2e : Pablo Lafuente                                                                                           |
| 35            | 2004          | Pablo Lafuente                         | 2e : Jorge Rosito                                                                                             |
| 36            | 2005          | José F. Cubas                          | 2e : Lucas Liascovich                                                                                         |
| 37            | 2006          | Diego Flores                           | 2e : Leonardo Duarte                                                                                          |
| 38            | 2007          | Andrés Rodríguez                       | 2e : Lucas Liascovich                                                                                         |
| 39            | 2008          | Salvador Alonso (au départage)         | 1er-2e : Leonardo Tristan (ex æquo)                                                                           |
| 40            | 2009          | Salvador Alonso                        | 2e : G. Calderón Fernández                                                                                    |
| 41            | 2010          | Diego Flores                           | 2e : Federico Pérez Ponsa                                                                                     |
| 42            | 2011          | Diego Flores (au départage)            | 1er-3e : Frederico Peres-Ponsa (2e) et Pablo Barrionuevo (3e, ex æquo)                                        |
| 43            | 2012          | Sandro Mareco (8/9)                    | 1er-2e : Diego Flores (ex æquo)                                                                               |
| 44            | 2013          | Leandro Krysa (au départage)           | 44e open Marcel Duchamp organisé à Buenos Aires ex æquo : Martin Labolitta (2e) et Carlos Garcia Palermo (3e) |
| 45            | 2014          | Sandro Mareco (au départage)           | 45e open Marcel Duchamp 1er-2e : Sebastian Lermito (ex æquo)                                                  |
| 46            | 2015          | Evandro Barbosa (8/9)                  | 46e open Marcel Duchamp 2e : Jorge Cori                                                                       |
| 47            | 2016          | Leandro Krysa (au départage)           | 1er-2e : Diego Flores (ex æquo)                                                                               |
| 48            | 2017          | Axel Bachmann (8,5 / 9)                | Vainqueur avec 1,5 points d'avance 2e : Andrés Rodríguez                                                      |
| 49            | 2018          | Leonardo Tristan (8 / 9)               | Vainqueur avec 1 point d'avance                                                                               |
| 50            | 2019          | Diego Flores (8 / 9)                   | |
| 51            | 2022          | Andrés Rodríguez (8 / 9)               | |
| 52            | 2023          | Diego Valerga (7,5 / 9) (au départage) | 1er-5e : Salvador Alonso, German Spata, Robert Hungaski, Juan Sebastian Melian                                |
| 53            | 2024          | Johan-Sebastian Christiansen (8 / 9)   | |

## Autres tournois
- 1960 : Bernardo Wexler vainqueur du tournoi Kimberley
- 1961 : Cristobal Dominguez[réf. nécessaire]
- 1961 : Carlos Bielicki, vainqueur du tournoi Kimberley
- 1962 : Hector Rossetto, vainqueur du tournoi Kimberley
- 1962 : Raimundo Garcia, vainqueur du tournoi latino-américain (18 joueurs)
- 1963 : Miguel Najdorf vainqueur d'un tournoi organisé du 19 mars au 9 avril
- 1964 : Hector Rossetto vainqueur du tournoi fermé (8 joueurs)
- 1968 : Miguel Najdorf remporte le championnat d'Argentine d'échecs à Mar del Plata (finale à douze joueurs)
- 2012 : Julio Granda remporte le septième championnat panaméricain d'échecs (open continental) au départage devant Diego Flores ; Alexander Shabalov ; Eric Hansen et Gregory Kaidanov[24]